# Brixen im Thale
Brixen im Thale är en ort och kommun  i distriktet Kitzbühel i det österrikiska förbundslandet Tyrolen. Kommunen har 2 701 invånare (2024). Brixen im Thale nämns för första gången i ett dokument från år 788.